# Curb
Curb je prvi pravi studijski album kanadske rock/post grunge grupe Nickelback. Album je nazvan po prijatelju pjevača i gitarista grupe Chada Kroegera, Kirbyu, koji se iskrao iz kuće kako bi posjetio djevojku, no zapravo ju je pregazio autom jer nije znao da se i ona iskrala kako bi njega vidjela. Ovo je i razlog zašto je slika na albumu razbijeni auto, dok je na remakeu albuma iz 2002. tu prazna cesta. Ovo je također jedan od samo 2 albuma na kojima je radio i svirao bubnjar benda Brandon Kroeger. On je vidljiv i u spotu za pjesmu "Fly".

## Snimanje
Četiri od sedam pjesama s prethodnog albuma Hesher su ponovno stavljene na Curb. To su "Where?", "Window Shopper", "Left", i "Fly". "Window Shopper" i "Fly" su snimljene za Hesher u Vancouveru, dok su "Where" i "Left" snimljene, kao i ostatak pjesama za Curb, u Richmondu.

## Popis pjesama
1. "Little Friend" – 3:48
2. "Pusher" – 4:00*
3. "Detangler" – 3:41*
4. "Curb" – 4:51
5. "Where?" – 4:27*
6. "Falls Back On" – 2:57
7. "Sea Groove" – 3:58
8. "Fly" – 2:53*
9. "Just Four" – 3:54 (ponovno snimljena i izdana za Silver Side Up kao "Just For")
10. "Left" – 4:03
11. "Window Shopper" – 3:42
12. "I Don't Have" – 4:07

*Pjesme puštane na lokalnoj radiopostaji.
*Pjesme puštane na lokalnoj radiopostaji.

## Singlovi
Fly je prvi Nickelbackov singl s Curba, za koji je snimljen i spot, također prvi ikad. Bubnjeve u spotu je svirao Brandon Kroeger, izvorni Nickelbackov bubnjar. "Fly" je puštana na lokalnim radiopostajama, ali bez većeg uspjeha. Spot za pjesmu pušten je 13. 7. 1997. godine. Much Music je bio jedini kanal koji ga je ikad prikazao.

### Značenje
U pjesmi se radi o tome da Chad Kroeger kao mali pita mamu što se događa kad ljudi umru. Ona mu odgovara da im izrastu krila i da onda lete u pakao ili raj. On je još uvijek zbunjen, pa želi sam isprobati "letjeti" koristeći očev pištolj da se ubije pa da vidi kamo će odletjeti.

## Naslovnice albuma
Na originalu iz 1996. godine vidljiv je razbijeni automobil, dok se na remake-u iz 2002. godine vidi samo prazna cesta.